# Christiane Klopsch

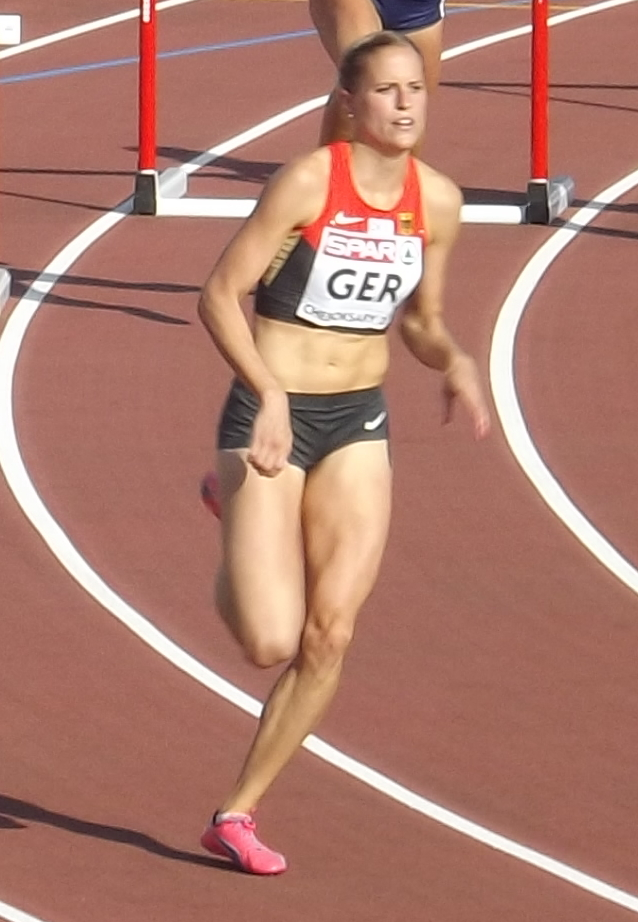
Christiane Klopsch (2015)

Christiane Bettina Schwalm, geb. Klopsch, (* 21. August 1990 in Marburg) ist eine ehemalige deutsche Leichtathletin, die sich auf den 400-Meter-Hürdenlauf spezialisiert hatte.
Die 1,77 m große Hürdenläuferin mit einem Wettkampfgewicht von 61 kg startete für die LG ovag Friedberg-Fauerbach.

## Berufsweg
Nach dem Abitur an der Weidigschule in Butzbach studierte sie Germanistik und Kunstgeschichte an der Johann-Wolfgang-Goethe-Universität Frankfurt am Main. 2015 begann sie Mitte des Jahres ein Volontariat beim Hessischen Rundfunk, um ihren Traumjob Journalistin zu erlernen.

## Sportliche Karriere
Klopsch begann im Alter von sieben Jahren mit der Leichtathletik. Sie belegte bei den Jugendweltmeisterschaften 2007 in Ostrava den sechsten Platz im 400-Meter-Hürdenlauf. Bei den Juniorenweltmeisterschaften 2008 in Bydgoszcz erreichte sie die Halbfinalrunde, und bei den Junioreneuropameisterschaften 2009 in Novi Sad wurde sie Fünfte.
Bei den U23-Europameisterschaften 2011 in Ostrava erreichte Klopsch den sechsten Rang. Eine Woche später siegte sie bei den Deutschen Meisterschaften in Kassel und blieb dabei mit 56,97 s erstmals unter der 57-Sekunden-Marke.
2012 belegte Klopsch mit der deutschen 4-mal-400-Meter-Staffel den fünften Platz bei den Europameisterschaften in Helsinki. Außerdem wurde sie für die Olympischen Spiele in London nominiert, kam dort aber nicht zum Einsatz. Im folgenden Jahr wurde sie bei der Universiade in Kasan Siebte über 400 Meter Hürden, konnte sich jedoch nicht für die Weltmeisterschaften in Moskau qualifizieren.
2014 errang Klopsch zum zweiten Mal nach 2011 den Deutschen Meistertitel im 400-Meter-Hürdenlauf. Bei den Europameisterschaften in Zürich verpasste sie als neuntschnellste Läuferin der Halbfinalrunde den Finaleinzug nur knapp. Mit der deutschen 4-mal-400-Meter-Staffel belegte sie den sechsten Rang.
2015 wurde sie in Karlsruhe deutsche Vizemeisterin in der Halle beim 400-Meter-Lauf. Anfang Juni untermauerte sie in Regensburg mit 56,55 s ihre Position als stärkste DLV-Athletin auf der Hürdenrunde. Auch 2015, nach 2013 und 2014, führte Klopsch die DLV-Bestenliste beim 400-Meter-Hürdenlauf an.
Anfang Oktober 2015 beendete Klopsch überraschend früh ihre sportliche Laufbahn, um den Spagat zwischen Leistungssport und Volontariat zu Gunsten der Berufsperspektive zu beenden.

## Bestleistungen
- 400 m: 52,99 s, 5. Juli 2014, Oordegem
  - Halle: 53,69 s, 23. Februar 2014, Leipzig
- 400 m Hürden: 56,02 s, 7. Juni 2014, Regensburg

## Trivia
Klopsch heiratete standesamtlich am 15. September 2017 den Sprinter Florian Schwalm und trägt fortan seinen Nachnamen.